# Bipolar affektiv sindslidelse
Bipolar affektiv sindslidelse (tidligere maniodepressiv sindslidelse) er en psykisk sygdom som periodevis forhøjer stemningslejet til mani eller den lettere hypomani. Samme personer rammes som regel også af alvorlige depressioner, men symptomer på depression kan også forekomme i maniske perioder. Alternativt kan episoderne være blandede med intensive og hurtige skift mellem disse.
Symptomerne bliver som regel værre med tiden. Uden behandling risikerer den syge kroniske funktionsnedsættelser. Med forebyggende medicinering er prognosen god. Mange er symptomfrie i flere årtier og mellem sygdomsperioderne (neutralt stemningsleje) fungerer personen som regel normalt.[kilde mangler] Forløbet påvirkes af ydre faktorer som miljø og stress. Mellem 1 og 3 procent af befolkningen rammes af bipolar lidelse. Mange rammes første gang, når de er mellem 15 og 30 år. Grunden er ikke fuldt ud belyst, men arvelige og sociale belastninger regnes for de vigtigste risikofaktorer. Bipolar lidelse og skizofreni har til dels en fælles genetisk baggrund. Bipolar lidelse er lige udbredt hos mænd og kvinder, men flere kvinder end mænd rammes af unipolare depressioner.
Lidelsen deles op i bipolar I, bipolar II, cyklotymi eller rapid cyckling og andre typer alt efter, hvordan stemningslejet forandres. Hypomani kendetegner type II, som forholdsvist sjældent udvikler sig til type I med alvorlige manier. Hypomanier går ofte hånd i hånd med en følelse af opstemthed og velbefindende. Alvorlige manier fører ofte til hospitalsindlæggelse og psykoser. Verdenssundhedsorganisationen (WHO) vurderede i 2004 bipolar lidelse til at være den tolvte mest udbredte af de 20 mest invaliderende sygdomme.
Behandling omfatter som regel stemningsstabiliserende medicin og psykoterapi.
Mani har flere etymologier, inklusive mania (μανια), store psykiske kvaler og manos (μάνος), som i denne sammenhæng kan betyde et overdrevet afslappet sind eller fri sjæl. Svære depressioner kaldes også melankoli, som er en sammensætning af græsk melas (μελας), der betyder sort, og chole (χολη), som er galde. I antikkens Grækenland blev tilstanden mellem mani og melankoli anset for at være en forudsætning for kontakt med guderne og kunstnerisk inspiration. Den tyske psykiater Emil Kraepelin opfandt i slutningen af 1800-tallet begrebet maniodepressiv lidelse, der også omfattede tilbagevendende depressioner, som ikke skiftede til manier. Hans koncept er blevet aktuelt igen i dag, eftersom stemningssvingninger, og ikke poler, anses for at være lidelsens primære fællesnævner.
Der er udbredte problemer med stigmatisering, stereotyper og fordomme mod personer, der lider af bipolar affektiv sindslidelse.

## Symptomer
Nogle personer er primært deprimerede, men sjældent maniske. Andre oplever primært mani eller hypomani. Symptomerne kan være få eller mange og er ikke ens for alle, ligesom typen af symptomer, og hvor alvorlige de er, kan variere over tid. Perioderne mellem episoder er for det meste symptomfrie, og patienten fungerer normalt trods den kroniske sygdom. Sådanne symptomfrie perioder kan vare i mange år, og ikke alle rammes af flere episoder.

### Mani
I en mani er humøret unormalt forhøjet og ekspansivt, men også irritabelt. Glædesrus (eufori) og grandiositet kan hurtigt ændres til aggressivitet og følelsesladethed; den mindste utilfredshed fører til vrede eller harme. Søvnbehovet mindskes, men personen har mere energi og kan være mere aktiv. Sædvanlige tegn er rastløshed, impulsivitet, tankemylder, nedsat koncentration og et forceret talepres. Uagtsomhed og uansvarlighed resulterer i nedsat dømmekraft; den syge tager chancer, vil udleve sine drømme, men handler over faktisk formåen og uden tanke på konsekvenserne. Mange bliver overdrevet sociale eller promiskuøse, andre mere påtrængende og intolerante. Sociale grænser udviskes, personen gør sig selv til grin og savner selvkontrol eller tager ingen hensyn idet storhedsvanvid (megalomani) gør, at denne føler sig "udvalgt" eller på en "særlig mission". I alvorlige tilfælde optræder også psykotiske symptomer med f.eks. vrangforestillinger og hallucinationer, eller psykomotorisk agitation i en sådan grad, at personen er uforståelig eller umulig at kommunikere med.
Den syge har udtalte problemer med at fungere normalt. En manisk episode kan stå på i en uge og kræve lange hospitalsophold. Komorbiditet er normalt og misbrug forekommer ofte, især alkohol eller andre beroligende eller stimulerende stoffer såsom kokain og sovepiller.

### Hypomani
Tegn på hypomani er, at personen er opstemt, optimistisk og snakkesalig, ofte også skarpere med forbedret koncentration og kognition, hurtigt tænkende og med flere ideer. Mange bliver driftige, målrettede og produktive. På samme tid optræder der som regel også negative tegn på depression. Den ramte er irritabel eller utålmodig, føler sig kritiseret og modarbejdet. Nedsat søvnbehov er den mest pålidelige indikator for sygelige hypomani. I en opskruet eller rastløs tilstand er det svært for personen at slappe af og at være stille; kropsbevægelser kan være ufrivillige. Evnen til at fokusere forværres. I en samtale kan det være svært at holde tråden, men også at undgå at tale for hurtigt eller svært forståeligt. Adfærden ændres. Mange bliver usædvanligt sociale og kærlige. De bryder ofte med normer ligesom med deres egne regler og vaner, tager større risici – og er ikke sjældent også promiskuøse. En overdreven lyst til fornøjelse der f.eks. kan give sig udtryk i impulshandlinger, herunder økonomiske og seksuelle eskapader, øger risikoen for ubehagelige konsekvenser betragteligt. Disse konsekvenser for personen og omgivelserne er lettere ved en hypomani end ved en mani, men hvor den præcise grænse skal trækkes, er en skønssag: Den afgørende forskel mellem mani og hypomani er ikke symptomerne i sig selv, da de stort set er identiske, men derimod sværhedsgraden, og hvor meget personen påvirkes. Enkelte hypomane træk er ikke problematiske. Sygdomsbilledet optræder, når humøret ikke kan kontrolleres eller er flygtigt og omskifteligt med efterfølgende tegn på depression. Symptomernes sværhedsgrad kan svinge i løbet af dagen, men også fra dag til dag. Personen i en hypomanisk periode er så tydeligt anderledes end normalt, at forandringerne i stemningslejet og funktion kan observeres af andre, normalt over mindst fire dage. Personen selv synes ofte, at alt føles virkelig godt og benægter, at der er noget galt, selv om de nærmeste genkender symptomerne.
Hypomani forbindes ofte med kreativitet, og et uforholdsmæssigt stort antal succesrige kunstnere har haft en eller anden form for bipolar lidelse.

### Depression
En klinisk depression indebærer en nedtrykt sindstilstand eller klart nedsat interesse for næsten alle aktiviteter i en periode på mindst to uger. Børn og unge kan være mere irritable end nedtrykte. Mindst fire andre symptomer skal også optræde. Disse kan være forandringer i appetit, vægt eller søvnvaner; nedsat energi, koncentrationsbesvær eller ubeslutsomhed; selvforagt og skyldfølelse eller sygelige tanker om døden eller selvmord. Stemningslejet forandres ikke væsentligt fra dag til dag og påvirkes ikke nævneværdigt af ændrede omstændigheder. Andre tegn er social bekymring, isolation, vrede, irritabilitet, håbløshed, ligegyldighed. En deprimeret person kan opleve mangel på seksuel lyst, hurtigt vægttab eller vægtøgning[kilde mangler] og kan opleve kroniske smerter (med eller uden kendt grund, såkaldt somatisering). Træthed efter minimal indsats og psykomotoriske hæmninger kan optræde, som blandt andet giver sig udtryk i træghed eller manglende evne til at udføre ting, der tidligere var lystbetonede. Stress og angst udløser nogle gange ukontrollerede bevægelser (psykomotorisk agitation), fra at vride hænderne til selvskadende adfærd. Bipolare depressioner er ofte langvarige og vanskelige at behandle. De varer væsentligt længere for patienten end tiden med mani eller hypomani. Ved mildere episoder fungerer personen bedre, men skal anstrenge sig betydeligt mere end normalt. Psykoser kan forekomme under alvorlige depressioner.

## Årsager
Når en person bliver født med anlæg for at udvikle en bipolar lidelse, kan hændelser i livet udløse den. Flere faktorer spiller sammen for at udløse sygdommen og påvirke forløbet, såsom kriser, forandringer, rejser, dødsfald, fødsel, forelskelse og skilsmisser, hvilket forklarer den jævne fordeling mellem kønnene[kilde mangler], men det varierer fra person til person, hvordan den udvikler sig. Flere gener har sandsynligvis betydning. Arvelige faktorer har større betydning end ved andre psykiske sygdomme, men stadig mere tyder på at arvelighed spiller en større rolle.

### Arvelighed
I sig selv er bipolar lidelse ikke arvelig, men der findes genetiske sårbarheder, der øger risikoen ti gange for, at de allernærmeste slægtninge (forældre, børn, søskende) udvikler sygdommen, sammenlignet med personer uden bipolar lidelse i familien, eller tilfældigt udvalgte personer. Den totale livstidsrisiko for, at et barn af en affektivt syg forælder udvikler en affektiv lidelse, er 24 procent. Hvis begge forældre er syge, er livstidsrisikoen 74 procent. For børn med raske forældre er risikoen 4 procent. Tvillingestudier har vist, at hvis én tvilling er syg, så har en en-ægget tvilling tre gange højere risiko for at blive ramt sammenlignet med en to-ægget tvilling. Risikoen for bipolar lidelse, der kan forklares med arvelighed, er 80 procent for en-æggede tvillinger sammenlignet med 16 procent for to-æggede tvillinger.
At lidelsen er arvelig, fremgår også af studier af den genetiske forbindelse med andre psykiske sygdomme. Skizofreni og bipolar lidelse har til dels en fælles genetisk baggrund. Det viser blandt andet et svensk studie med registerdata fra to millioner familier og over 75.000 patienter med bipolar lidelse eller skizofreni, samt deres slægtninge. Eksisterer der en af sygdommene i familien, er risikoen for at få den samme sygdom forøget. Patienter med skizofreni har også øget risiko for bipolar lidelse. Desuden r det sådan, at hvis slægtninge har den ene sygdom, er sandsynligheden for, at der også er slægtninge med den anden, højere.

### Genetik
Det genetiske billede af bipolar lidelse er komplekst. Det er velkendt, at gener styrer vigtige proteiner i hjernens celler. Forstyrrelser og følsomhed i det system øger risikoen for at blive syg. Hændelser i omgivelserne, der påvirker en persons sårbare system, kan så påvirke sygdommens udvikling. I et biologisk perspektiv kan selve generne også forandre sig (epigenetik) i dets miljø. Identifikationen af gener, som påvirker sygdommen, besværliggøres af, at en kombination af sådanne gener sandsynligvis varierer fra familie til familie.
Der er sandsynligvis mange gener, der arbejder sammen, og som på egen hånd kun moderat kan påvirke sygdomsforløbet. Generne er formodentlig også kun associerede med bipolar lidelse og tilbagevendende depressioner. De bestemmer ikke det endelige resultat, men har betydning for, hvordan sygdommen senere udvikler sig. Der findes et genetisk risikoområde, som tyder på, at generne bag depression og bipolar lidelse er de samme. Sandsynligheden for at have gener inden for det område er signifikant større for bipolare og depressive end for normalt raske. Et af generne, som har evnen til at tænde eller slukke for andre gener, er hos bipolare patienter overrepræsenterede i den udøvende del af hjernen.

### Neurobiologi
Det biologiske billede af, hvad der sker i hjernen ved bipolar lidelse, er ufuldstændigt. At der eksisterer kemiske ubalancer i hjernen, er dog bekræftet, medicinsk behandling modvirker blandt andet dette. Der findes også målrettede signalsubstanser, en slags kemiske budbringere, som hjernens nerveceller anvender for at kommunikere indbyrdes. Disse inkluderer serotonin, glutaminsyre, noradrenalin og GABA. Når disse forandres, påvirkes stemningslejet. Signalsubstanserne kan også fastgøre sig til andre celler, som så reagerer kemisk og aktiverer en ny generation "budbringere". For bipolare fungerer dette system anderledes, stemningsstabiliserende medicin modvirker dette, ved at påvirke de nydannede signalsubstanser. Medicin kan også fremskynde hjernens egen produktion af kemiske stoffer, som hjælper hjerneceller med at vokse og forene sig (en slags gødning). Muligvis indebærer dette også at farmakologisk behandling beskytter hjernen.
Bipolar tilstand er stærkt forbundet med lave værdier af tyreoideahormoner, hvor niveauerne er af den karakter, at de enten kan klassificeres som hypotyreose eller ej. Modsat, hyperthyreose, som lader til at kunne udskyde udbrud af bipolar lidelse, eller føre til bipolar lidelse, efter den er blevet behandlet.

### Stress og miljø
Det at blive ramt af sygdommen og at få tilbagefald, kan forklares med stress - sårbarhedsmodellen. Når der eksisterer en genetisk sårbarhed, kan risikoen for sygdom øges ved forskellige stressfaktorer, eksempelvis sygdomme, graviditet og fødsel, skilsmisser, ulykker, sorg, eller sociale og psykologiske forhold i barndommen. Vore omgivelser påvirker os på forskellig vis. Mange forbinder familielivet med stress og konflikter. Andre påvirkes kraftigt af finansielle bekymringer eller social kedsomhed. For personer med anlæg for bipolar lidelse kan psykologiske reaktioner udløse sygdomsepisoder. Hvordan arv og miljø spiller sammen, kan synliggøres i en model:
Følsomheden er som regel størst i lidelsens tidlige stadier. Et tidligt faretegn er pludselige depressioner i teenagealderen; eller personlighedsproblemer og misbrug eller kriminalitet, som ændrer sig med tiden. Med alderen lader det til, at lidelsen påvirkes mindre af miljøet. Tilbagefald optræder da spontant og uden synlig årsag.
Når lidelsen har debuteret eller en episode er kommet godt i gang, lader den til at have sit eget liv, som kontrolleres af psykologiske eller biologiske processer og holder den aktiv.

### Søvn, rytme og lys
Visse gener udgør kroppens eget ur. Det er muligt, at bipolar lidelse påvirker, hvor hurtigt det tikker. Uret styrer flere af kroppens cykliske funktioner, såsom udskillelse af hormoner og kemikalier der styrer blodtryk og kropstemperatur. Personen kan selv stille sin døgnrytme med regelmæssige aktiviteter, oplevelser og måltider. At sove og vågne på faste tidspunkter er den vigtigste faktor. Bipolare kan være særligt følsomme over for forandringer i den daglige rytme, hvilket kan fremkalde lidelsens symptomer. Forstyrrede søvnfaser, som ved skifteholdsarbejde og jetlag, forøger risikoen for tilbagefald. Lidelsen er ofte årstidsforbunden; depressionerne er hyppigere, når efterårsmørket sænker sig. Omvendt er der flere hypomanier og manier om foråret. Hormonet melatonin kan spille en rolle i dette, da det hæmmes af lys. Melatoninindholdet kontrollerer og kontrolleres af den indre døgnrytme, og lys påvirker denne rytme.

## Diagnose
Diagnosen baseres på personens anamnese (sygehistorie) og observationer udført af en psykiater eller en psykolog i samarbejde med andet behandlingspersonale eller pårørende. Kriterierne er symptomernes karakter, længde og frekvens. Disse specificeres i psykiatriens håndbøger, først og fremmest ICD og DSM. Undersøgelsen gennemføres på en åben psykiatrisk modtagelse, hvis patienten ikke er til fare for sig selv eller andre. Sygdommen kan endnu ikke bekræftes gennem f.eks. blodprøver. Prøver kan udelukke kropslige (somatiske) sygdomme med lignende symptomer; blandt andet mangel på skjoldbruskkirtelhormon og infektioner, syfilis, HIV, forgiftning og narko-inducerede psykoser. Andre psykiske sygdomme som skizofreni, skizoaffektiv lidelse og personlighedsforstyrrelser har symptomer der ligner de bipolare episoder, ikke mindst ADHD som er en neuropsykiatrisk funktionsnedsættelse.
Indenfor psykiatrien er bipolar lidelse et spektrum som beskrives noget forskelligt i ICD-10 og DSM-IV og uden klar enighed om hvor mange bipolare sygdomstyper der eksisterer. Begge manualer har underkategorier som baseres på episodernes antal, og hvilken slags episode der var den senest forekommende. Et problem er at de er statiske beskrivelser – eller øjebliksbilleder, af en sygdom i stadig forandring. For personer (og bipolare i højere grad end andre) er der altid skift i energi og stemningsleje, tanker, søvn og aktiviteter. Under sygdomsforløbet kan personen holde sig indenfor rammerne af en underkategori eller forandre sig og passe bedre i en anden. Revideringen af en manual til version DSM-V (udgivet i 2013) har til sigte at udvide kategorierne og gøre beskrivelserne mere fyldestgørende. I stedet kritiseres den for at komplicere billedet yderligere og for at "stemple" flere mennesker som psykisk syge eller at gå lægemiddelfabrikanternes ærinde.
Det er vigtig at lægen stiller præcise spørgsmål, om hvordan patienten fungerer, når en depression lader til at være over. Ofte viser det sig at depressioner der er vanskelige at behandle, er depressioner der skyldes en bipolar lidelse, hvor de maniske træk ikke opdages. (Webside ikke længere tilgængelig) Undersøgelser viser at tre ud af fire bipolare enten får en forkert diagnose eller ingen overhovedet.[kilde mangler]

### Bipolar lidelse
Diagnosen bipolar lidelse i ICD-10, samt diagnosen bipolar lidelse type I i DSM, kræver ikke at en depression har fundet sted, selv om det er tilfældet i mange underkategorier. Grundkravet i ICD-10 er "gentagne hypomaniske eller maniske episoder". Type I og II er en inddeling som først og fremmest anvendes i DSM. Kriterierne nedenfor følger DSM hvis der ikke angives andet.
Fælles for diagnosen af de forskellige bipolare tilstande er, at episoden ikke må afhænge af andre sygdomme (så kaldte organiske psykoser) eller medicinering. I varierende grad skal episoderne også medføre lidelser, eller gøre det sværere for personen at fungere socialt og erhvervsmæssigt, eller indenfor andre vigtige områder. Efter fødsel kan der opstå bipolare tilstande, de så kaldte postpartumpsykoser.

### Bipolar lidelse type I
Forudsætter mindst en manisk eller blandet episode. Depressioner og hypomane episoder er ikke et krav, men forekommer ofte. Som tilbagevendende episode medtages en forandring i polaritet fra depression efter en periode på mindst to måneder uden maniske symptomer. ICD-10 forudsætter gentagne (mindst to) maniske episoder.

### Bipolar lidelse type II
Sygdomstypen kendetegnes først og fremmest af en eller flere kliniske depressioner som følges af mindst en hypoman episode. Hurtige stemningsskift (nedtrykthed, irritabilitet, eufori) følges af symptomer på mani og alvorlig depression. Maniske eller blandede episoder må ikke have fundet sted.

### Cyklotymi
Cyklotymi er i følge DSM-IV en mildere form for bipolar lidelse type II med flere perioder i løbet af mindst to år (et år for børn og unge). Symptomer på hypomani er mindre alvorlige. Modpolen er depressionstypen dystymi som ikke indeholder symptomer på klinisk depression. Symptomfrie perioder varer ikke længere end to måneder. Forværres sygdommen kan diagnosen bipolar type I eller II blive aktuel efter to år, også i kombination med cyklotymi som i sig selv kan være en alvorligt skærpende forhindring i livet. Begrebet cyklotymisk temperament er også udbredt. Kortvarige men frekvente udsving i selvtillid, følelsesmæssige tilstande eller energiniveauer kan fremstå som et personlighedstræk. Humørsvingninger er sædvanlige. Skiftene er ofte automatiske – personen "vågner op på den forkerte side". Symptomerne på hypomani og eufori kan dog være mindst lige så udtalte hos personen.

### Blandingstilstande
I en blandet bipolar tilstand optræder der symptomer på mani og klinisk depression samtidig, i mindst en uge hvor kriterierne for en manisk episode og en klinisk depression opfyldes næsten hver dag. I følge det føderale National Institute of Mental Health (NIMH) i USA er ofte forekommende symptomer: ophidselse, søvnproblemer, store forandringer i appetitten og selvmordstanker. Personen kan føle sig meget trist og uden håb og på samme tid ekstremt fyldt at energi. En anden almindelig definition (af forskeren Hagop S. Akiskal) lyder: "Samtidigt maniske og depressive symptomer. Vrangforestillinger, hallucinationer, motorisk under- eller overaktivitet, samt alvorlig angst." Diagnosen forværres af at en mani eller depression kan også indeholde den modsatte tilstands karakteristiske symptomer, ikke mindst i faser hvor stemningslejet svinger mellem udbrud og neutralt stemningsleje. ICD-10 forudsætter en tidligere bekræftet bipolar episode samt at patienten oplever kombinerede eller hastigt skiftende maniske og depressive symptomer.

### Rapid cycling
Personer med bipolar lidelse har i gennemsnit 0,4 til 0,7 episoder pr år, som varer tre til seks måneder. Ved såkaldt rapid cycling (eller: hurtigt skiftende affektiv lidelse eller hurtigtsvingende tilstand) skifter personen usædvanligt hurtigt mellem manier og depressioner. Mindst fire bipolare episoder finder sted på et år og ikke sjældent betydeligt flere. Ved ultrarapid cycling (ultrahurtigskiftende episode) kan stemningslejet svinge kraftigt flere gange i løbet af det samme døgn. Mellem episoderne eksisterer der ingen symptomer, alternativt indebærer disse en svingning til modsat polaritet i en ny episode. Tilstanden anses normalt at udvikle sig sent i bipolar lidelse men forskerne er ikke enige. En sådan udvikling kan være et resultat af medicinering, især antidepressive midler som kan fremskynde det naturlige sygdomsforløb.

### Øvrige
Bipolar lidelse, uden nærmere specifikation
Bipolar Disorder Not Otherwise Specified, NOS (på dansk: UNS) er en fællesdiagnose som i følge DSM-IV kan anvendes, når de definerede typer ikke rigtig passer, men sygdommens symptomer alligevel er bipolare, og i høj grad komplicerer patientens liv. Stemningslejet kan f.eks. skifte hurtigt fra dag til dag, men symptomerne er ikke tilstrækkelige til at blive diagnosticeret som en manisk, hypoman eller depressiv episode. Et andet eksempel er når hypomaniske episoder og kroniske depressionssymptomer ikke er tilstrækkeligt frekvente til at være cyklotymi.
Tilbundsgående opdeling, i følge Akiskal
Et udvidet diagnoseapparat kan anvendes når DSMs kriterier er for snævre. Forskeren Hagop S.Akiskal har udover type I og II klassificeret type II½ (depression og cyklotymi); type III (kliniske depressioner, dystymi, manier udløst af medicin); type IV (hypertymi, depressioner); blandingstilstand (samtidige maniske og depressive symptomer; psykotiske symptomer, afvigende motorik, angst).

## Unipolare depressioner
I bipolar lidelse har depressioner en modpol i mani og hypomani. Unipolare depressioner har ingen modpol, stemningslejet er enten deprimeret eller normalt rask. I praksis betyder udtrykket ikke andet end ikke-polar. Den omfatter alle slags depressioner, men anvendes som regel for den alvorlige, kliniske, depressionstype der også indgår i diagnosekriterierne for bipolar lidelse. Unipolare depressioner rammer dobbelt så mange kvinder som mænd. Årsagen er ukendt. Kønsforskellen opstår i teenageårene, men hos børn er depressioner noget mere udbredt blandt drenge. Det oprindelige mål med at skelne mellem bipolar- og unipolar depression, var, at adskille varianter af tilbagevendende affektive sindslidelser. I sin definition af maniodepressiv lidelse (1913) placerede Emil Kraepelin alle typer af tilbagevendende depressioner i samme spektrum som bipolar lidelse; han anså tilstandenes fællesnævner "cykler" som værende vigtigere end polaritet. Ved udgangen af 1950'erne begyndte psykiatriens tilgang at ændre sig. I DSM og ICD er bipolar lidelse efterhånden helt adskilt fra alle andre affektive sindslidelser, det vil sige depressioner. Modsætningen dækker over at unipolare depressioner er som regel lige så ofte tilbagevendende, som ved bipolar lidelse og forbindelsen er stærkere, når unipolare depressioner begynder i en tidlig alder. Andre fremtrædende ligheder er forekomst af mani i familiens sygdomshistorie og hvorledes patienterne reagerer på forebyggende behandling med lithium.
Forskelle der er blevet rapporteret i forbindelse med sammenligninger mellem bipolare og unipolare tilbagevendende depressioner, inkluderer at unipolar deprimerede patienter har færre, men længere, depressioner og at lidelsen bryder ud senere i livet. Personligheden er mere forandret og introvert, men mindre impulsiv og stimulanssøgende. Personen sover ikke så meget og er bedre hjulpet af forebyggende antidepressiv behandling. Appetitten er nedsat og vægttabet større. De somatiske problemer bliver større og patienten er mere bekymret og følsom overfor smerte sammenlignet med bipolare deprimerede patienter.
Det har længe været diskuteret om det er meningsfuldt kategorisk at skelne mellem unipolare og bipolare depressioner. Emil Kraepelins koncept er igen blevet aktuelt, da forskere peger på, at flere nye resultater om lidelsernes biologiske ligheder. Der er i dag belæg for at dispositionen for bi- og unipolare lidelser er arvelig i familien. For visse bipolare patienter er de depressive episoders alvor, frekvens og længde mere lig de unipolare depressioner, end dem der fremvises hos andre med bipolar lidelse. I 2010 identificeredes også et genetisk risikoområde, hvor personer med depressioner eller bipolar lidelse, har betydeligt større sandsynlighed end andre for at at have en bestemt kombination af gener. Studier inden for området støttes af at deltagerne bør matches ud fra episodernes frekvens og underkategorier i kategorisystemerne. F.eks. skelner DSM ikke mellem ofte tilbagevendende depressioner ud fra minimumskravet om to episoder. Det bidrager til at personer med bipolar lidelse fejlagtigt får diagnosen unipolar depression. Der findes ikke tilstrækkeligt med data men gennemførte studier antyder at dette gælder 40 til 60 procent af patienterne. Så kaldte falske unipolare patienter som senere udviser symptomer på hypomani eller mani forekommer i mellem 7,8 og 28,4 procent af tilfældene, afhængig af studiet og antallet af tidligere depressive episoder.

## Behandling
Bipolar lidelse kan ikke kureres men med den rette behandling er prognosen god: Psykiatrien anvender flere slags medicin for at forhindre nye episoder eller forlænge den tid der går før de opstår. Akut behandling gives i forbindelse med igangværende episoder. Samtaleterapi og psykoterapi er ofte aktuelt i kombination med medicinering. Selvhjælp kan være stressnedsættende aktiviteter, en sund diæt samt motion. Komorbide sygdomme behandles i hvis de forekommer, herunder misbrug og afhængighed. Både alvorlige manier og depressioner kan kræve hospitalsindlæggelse. Det sker ofte på patientens eget initiativ, men hvis denne er til fare for sig selv eller andre også med tvangsindlæggelse. Elektrokonvulsivbehandling (ECT) er lovligt i Danmark og kan ordineres såfremt andre behandlinger er slået fejl. Søvnmangel er både et vigtigt symptom på og en udløser af maniske episoder. Anvendt under kliniske forhold er ECT en hurtig og effektiv antidepressiv metode, dog med risiko for skift til en manisk tilstand.

### Medicinering
Den farmakologiske behandling af bipolar sygdom er næsten altid livsvarig, og den finder sted selv under symptomfrie perioder. I den profylaktiske (forebyggende) behandling anvendes stemningsstabiliserende medicin, først og fremmest lithium, lamotrigin og valproat. De to sidstnævnte er antiepileptikum som også er effektive mod bipolar lidelse. Ved kombinationsbehandling anvendes antidepressivum og (ukonventionelle) antipsykotisk medicin. Lithium, som blev introduceret i 1950'erne, er sædvanligvis førstevalget i behandlingen. Stoffet (et naturligt salt og grundstof) forebygger maniske- og blandingstilstande men har mindre profylaktisk effekt mod depressioner. Som det eneste stof reducerer det beviseligt selvmordsraten i forbindelse med akutte manier. Lithiums nytte er veldokumenteret, men virkningsmekanismen er dårligt kendt. Forskning understøtter, at Lithium stimulerer hippocampustillvækst: den del af hjernen der skrumper hurtigere hos bipolare end hos andre. Stoffet reducerer også hjerneinflammation, ved at justere metabolismen af de Omega-3-fedtsyre, der kaldes DHA. Lithium virker også profylaktisk på det underliggende sygdomsforløb, ved at reducere episodernes alvor og frekvens.
Den første antiepileptiske medicin som kom i brug var Lamotrigin. Det forebygger depressioner bedre end Lithium og er den eneste medicin der i monoterapi forebygger sygdomstypen med rapid cycling (hurtige cykler). Valproat anvendes i næsten samme udstrækning som Lithium, og er effektivt mod maniske tilstande, men virker kun positivt på visse depressive træk: impulsivitet, irritabilitet og følesen af ulyst; symptomer som ofte fører til selvskadende adfærd og sociale handicap. Ubehandlede eller fejlbehandlede alvorlige episoder varer mellem tre til ni måneder. Med den rette medicinering klinger symptomerne af efter én til to måneder. Samtlige lægemidler er behæftede med forskellige bivirkninger. Visse antiepileptika, inklusive Lamotrigin og Valproat, øger risikoen for selvmord noget. Bivirkninger behandles således, at den forebyggende medicinering er til at leve med, selv i perioder uden symptomer. Afbrydes behandlingen uden lægens samtykke (medicinsvigt) medfører det en stor risiko for tilbagefald, som kan give langvarige skader.
Der er stort behov for udvikling af for nye mediciner, men udviklingen vanskeliggøres af at sygdommens årsager stort set er ukendte.

### Terapi
I kombination med medicinsk behandling anvendes psykoterapi – som f.eks. kognitiv adfærdsterapi – for at hjælpe den syge med at håndtere stemningssvingninger. Episoderne efterlader ofte dybe følelsesmæssige sår og forliste personlige relationer. Psykosociale faktorer gennemgås hvis det er nødvendigt, med henblik på at stabilisere personens livssituation. At vende tilbage socialt og til arbejdet, bliver for nogle svært. Samarbejde med Jobcenter, Socialpsykiatri, Distriktspsykiatri og andre myndigheder er nogle gange nødvendig. Uddannelse sammen med familie og venner, den såkaldte psykoedukation, gør det lettere at genkende tegn på sygdommen og at få hjælp tidligt.

### Kost og helbred
Risikoen for tilbagefald nedsættes med en stabil døgnrytme, mens stress har den modsatte effekt. Hjælpemetoder er afslapningsøvelser, yoga og meditation. Gode motionsvaner og sund kost anbefales. Lysterapi fungerer i nogle tilfælde, men det er ikke dokumenteret at metoden er bedre end placebo (med "fusklamper"). Alkohol og andre stoffer påvirker hjernen og overforbrug er specielt farligt i kombination med medicin. Viden om hvordan livsstilen påvirker sygdomsforløbet er specielt vigtig, eftersom episodernes frekvens og symptomernes alvor ofte øges over tid. Risikoen for kognitive vanskeligheder forøges med hver bipolar episode.

#### Omega-3
Regelmæssigt indtag af Omega-3 fedtsyrer som kosttilskud ved farmakologisk behandling anbefales rutinemæssigt af mange psykiatere i USA. Eftersom fedtsyrerne ikke dannes i kroppen, skal de tilføres gennem kosten. I fire lodtrækningsforsøg med positive resultater anvendtes EPA og DHA i doseringsniveauer på mellem 1,5 til 9 gram pr. dag. Feltet er tilstrækkeligt studeret men forskning antyder også at Omega-3 kun virker forebyggende mod depression, ikke mani. De langkædede Omega-3-fedtsyrere EPA og DHA findes naturligt i fed fisk som laks og sild, eftersom disse spiser alger. Øvrige planters kortkædede ækvivalent, alfalinolensyre, er muligvis ikke virksom. Det findes i planter som hørfrø, hamp, valnødder og rapsolie. I kroppen omdannes det til EPA og DHA men kun i mindre grad, ca. 10-15 procent, og det er meget individuelt når det gælder EPA, og endnu mindre når det gælder DHA. I et studie viste det sig at selvmordstanker var mindre forekommende blandt finner som ofte spiser fisk. For de som spiser fisk dagligt i Japan er selvmordsrisikoen lavere, i følge et studie som fandt sted over 17 år.
Et australsk-østrigsk studie viser at 12-ugers behandling med omega-3 for en gruppe skizofrenipatienter med høj risiko for at udvikle psykoser, fik reduceret risikoen for at udvikle psykoser markant.

## Prognose
Ubehandlet bipolar lidelse kan være invaliderende. Episoderne har en tendens til at blive alvorligere set over tid, symptomerne bliver da sværere at behandle. Forløbet er mere negativt for dem der bliver syge inden de bliver 19 år. Bipolar II kan have ligeså alvorlige depressioner som type I men udvikles relativt sjældent til type I med rigtigt alvorlige manier. Levealderen påvirkes negativt med et antal år og tiden for et normalt arbejdsliv forkortes med ca. 14 år. Mellem sygdomsperioderne fungerer personen normalt, eller tæt på normalt. Mange lever uden symptomer meget længe. Medicinsk behandling er ofte nødvendig. Dog får hovedparten af alle bipolare patienter et tilbagefald givet tilstrækkelig tid til observation. Sygdomsforløbet stopper helt hos en tredjedel af bipolare patienter. Omtrent lige så mange genvinder fuldt ud alle funktionsevner. Hos ca. 20 procent af patienterne forbliver symptomerne kroniske og ca. 30 procent bliver socialt eller arbejdsmæssigt handikappede. For 50 procent udgør sygdommen en forhindring for arbejde, det sociale liv eller familielivet, 20 procent har problemer på alle tre punkter.
Prognosen forudsætter effektiv behandling og en passende diagnose. Dette besværliggøres af at andre sygdomme udviser lignende symptomer og at symptomerne er mange men ikke de samme for hver enkelt person. Sygdommen har også mange faser og ind i mellem tager det lang tid at finde de fremherskende træk. For den syge kan det være svært at få den rette behandling i god tid. Til en vis grad kan den enkelte person selv påvirke hvordan sygdommen udvikles. En positiv relation med lægen og behandleren er vigtig, ikke mindst for at medicinen og doseringen bliver korrekt. Video om hvordan sygdommen forløber hjælper, ligesom at være opmærksom på symptomer. Ændrede søvnvaner er typisk det første tegn på en sygdomsepisodens begyndelse.

### Mortalitet
Ubehandlet bipolar lidelse indebærer at patienten taber et antal år i livslængde, som konsekvens af somatiske sygdomme og selvmord. Den skønnede dødelighed for maniodepressive patienter (bi- og unipolare) er 2,3 gange højere end den forventede dødelighed for befolkningen i øvrigt. For dette er selvmord den vigtigste enkeltfaktor. Andre vigtige årsager, som bidrager til den høje dødelighed, er en øget risiko for hjerte-kar-sygdomme, indirekte konsekvenser af psykoser (f.eks. underernæring og udmattelse) samt tobak, alkohol og andre rusmidler. Korrekt behandling kan reducere mortaliteten blandt bipolare patienter til et niveau som ikke kan skelnes fra den øvrige befolkning som helhed.
De fleste med bipolar lidelse forsøger ikke at begå selvmord, eller gennemfører ikke et forsøg. Den forhøjede livstidsrisiko for selvmord ved bipolar lidelse har tidligere været vurderet til at være mellem 10 og 25 procent. Nu bliver en signifikant lavere livstidsrisiko på 5 procent angivet blandt patienter, som ikke indlægges på hospitalet for bipolar lidelse. Vigtigere er det, at risikoen for selvmord fortsætter med at vise sig højere blandt unge, tidligt i sygdomsforløbet. For disse vurderes det i Storbritannien at livstidsrisikoen er mellem 23 og 26 procent. Øget anvendelse af lithium og andre lægemidler, ligesom metodespørgsmål, kan forklare uoverensstemmelserne i skønnene. Patienter i gruppen bipolar type II har den højeste andel af selvmord, sammenlignet med bipolar I og unipolare depressioner samt befolkningen i øvrigt. Selvmordsraten er højere i forbindelse med depressioner, som i type II er mere frekvente end for type I.

### Kognitive funktioner
Bipolar sygdomsepisoder kan medføre kognitive funktionsnedsættelser i varierende grad. Disse har tendens til at forværres med antallet af episoder og blive permanente. For mange er funktionsniveauet fuldt genoprettet i stabile perioder. I et raskt normalleje (det engelske euthymia) har bipolare patienter ingen neuropsykologiske mangler men nedsat IQ tyder på en moderat (global) kognitiv nedsættelse ved bipolar lidelse, som også kan svække korttidshukommelsen og formåen til at at erhverve information. Problemer med nedsat opmærksomhed- og koncentrationsevne fremstår mest under kliniske depressioner. Selv sameksisterende opmærksomhedsforstyrrelser kan forklare nedsat hukommelse, indlæring og spatial perception (på den måde eller med hvilken evne mennesker opfatter eller reagerer på sine omgivelser når det gælder dybde (tre dimensioner), retning, afstand og bevægelse) Psykomotoriske forstyrrelser menes at være uafhængige af stemningslejet og forekommer måske allerede inden den første sygdomsfase. Intelligensen kan reduceres noget ved maniske og derfra aftagende tilstand. Evnen til at komme til konklusioner forbliver dog intakt. Visse har en højere intellektuel formåen, når de er hypomane, end når de er deprimerede. Bipolare patienter har normal verbal IQ, muligvis fordi hjernens sprogkognitive centre er skånet for sygdomsforløbet, eller fordi de af naturen er blevet begavet med en højere intellektuel kapacitet; deres intelligensniveau før sygdommen tenderer at være over gennemsnittet. 

## Stigmatisering
Myter og fordomme om psykiske lidelser kan føre til tabu og stigmatisering af personer, der rammes heraf. Ifølge en undersøgelse gennemført i den danske befolkning svarer 85 %, at det er mere accepteret at have en fysisk end en psykisk lidelse. Denne opfattelse hos den sindslidende selv eller i den sindslidendes omgivelser kan i værste fald lede til eksklusion fra samfundslivet. Det gælder også for bipolar lidelse, som ifølge samme undersøgelse er den anden mest stigmatiserede psykiske lidelse – kun overgået af skizofreni, og dette er et billede, der går igen internationalt. Stigmatisering af personer med psykiske lidelser spiller også en rolle i forhold til de samfundsmæssige omkostninger forbundet med psykiske lidelser i form af udgifter til overførselsindkomster, tabt arbejdsfortjeneste og for sen eller ingen behandling. Denne situation genfindes i mange lande omkring os, og i bl.a. England, Skotland,[kilde mangler] Sverige,[kilde mangler] Canada,[kilde mangler] USA,[kilde mangler] Australien,[kilde mangler] New Zealand,[kilde mangler] Holland,[kilde mangler] Spanien[kilde mangler] og Japan[kilde mangler] såvel som i Danmark er der etableret nationale afstigmatiseringsindsatser i løbet af de sidste 5-10 år.

## Epidemiologi
Mellem 1-3 procent af befolkningen rammes af bipolar lidelse afhængig af hvilken definition der anvendes. Kun halvdelen modtager behandling; i lavindkomstlande kun 25 procent. Mange bliver syge når de er mellem 15 og 30 år. Bipolar lidelse er lige udbredt blandt kvinder og mænd men kvinder der er gravide eller i klimakteriet er mere sårbare over for at udvikle maniske episoder. De der har sygdommen er oftere enlige, fraskilte eller separerede end befolkningen i øvrigt.Sygdommen forekommer i alle kulturer men forskelle mellem sociale klasser og etniske grupper er understuderede. Personer med bipolar lidelse er oftere rygere end befolkningen i øvrigt. Selvmedicinering med alkohol og andre stoffer er udbredt. Dobbeltdiagnose (komorbid) misbrugsproblematik forklarer næsten fuldstændigt overrepræsentationen af voldsforbrydelser begået af personer med bipolar lidelse.
WHO anerkender at bipolar lidelse er den sjette mest udbredte årsag til funktionsbesvær for personer mellem 15 og 44 år, hvilket er aldersgruppen som sygdomsudbruddet først og fremmest forbindelse med. (Psykiske sygdomme, inklusive bipolar lidelse, er også den mest udbredte årsag til handikap blandt børn, unge og unge voksne i alderen 10-24 år.) Alderen hvor symptomerne først optræder indikerer også hvor alvorlig sygdommen er: I USA (1993) modtager 89 procent af unge med bipolar lidelse fuld førtidspension inden de fylder 30 år, trods behandling. I Norge (2010) er sandsynligheden for at bipolare patienter modtager førtidspension 48 procent; for den raske befolknings kontrolgruppe 11,5 procent. En betydeligt større andel syge har lave indkomster end dem uden lidelsen. Sandsynligheden for at være arbejdsløs er tre gange højere (2006). Resultaterne er de samme selv når personer med bipolar lidelse er bedre uddannede, på trods af at højere uddannelse generelt er forenet med højere socioøkonomisk status.
Den årlige omkostning for hver bipolart syge patient skønnes globalt til at ligge mellem 10.000 og 18.000 USD, hvoraf 80 procent er indirekte omkostninger som tabt produktivitet, dagpenge, sygedagpenge og politiindsatser. Unipolare depressioner er den mest invaliderende sygdom i såvel rige som fattige lande (2001) og udgør den næst største sygdomsbyrde verden over (2002), beregnet for voksne mellem 15 og 59 år som [[tabte
sygdomsjusterede leveår]].
Selvforskyldte skader er den mest udbredte dødsårsag blandt personer mellem 15 og 59 år i højindkomstlande med 7,2 procent af det totale dødstal (i andre lande 4 procent). Globalt for alle aldre og indkomstgrupper (2004) er selvforskyldte skader den 16'e mest udbredte dødsårsag og udgør 1,4 procent af den samlede mortalitet. Når selvskader resulterer i døden angives selvmord; begrebet anvendes i statistiske sammenhæng og anses næsten udelukkende beror på psykiske sygdomme.

## Kreativitet
Bipolar lidelse er forbundet med kunstnere og en uforholdsmæssig stor andel af mennesker med bemærkelsesværdige kreative talenter har haft en eller anden slags bipolar lidelse. Under visse omstændigheder kan kreativitet fremmes af sygdommen og høj kreativ formåen findes noget oftere hos personer i familier med psykiske sygdomme. Dog har de fleste forfattere, kunstnere og musikere ingen sådan psykopatologi og omvendt; de fleste personer med bipolar lidelse er ikke usædvanligt kreative.
Den hypomane tilstand beskrives ofte som en befrier af kreativ formåen og produktion. Følelserne er stærkere, synet på omgivelserne er anderledes og det er lettere at "tænke uden for æsken." Sådanne ekspansive stemningslejer kan sammen med hurtige tankeprocesser som er et typisk hypomanisk træk, give ophav til flere og hurtigere idéer. Kvalitativt kan associationerne og idéerne således blive unikke; i bedste fald også nyskabende og meningsfulde, et alment mål for kreativitet. Et udtalt kombinatorisk tænkende adskiller maniske patienter fra andre personer. Det indebærer at uoverensstemmende opfattelser og idéer lettere kombineres og udvikles. Sygdomstilstanden kan på den anden side producere uforståeligheder, men den biologiske mekanismen kan være den samme som giver raske, høj-kreative, personer evnen til at se mange usædvanlige sammenhænge i problemløsningssituationer. Kreativ kognition er mere lig hypomaniens "tankemylder" end de løse associationer som kendetegner skizofreni.
Hurtigere og friere tanker skaber dog ikke kreativitet i et ellers fantasiforladt menneske men hvis hypomanien frigør en kreativ persons kognitive processer, kan et kvalitativt forandret resultat opnås. Intensivt kreative perioder er i mange tilfælde også umulige at skille fra hypomani. En udtalt mani udgør dog pr definition et markant handikap.
Signifikante sammenhænge mellem bipolar lidelse og kreativitet har stort set savnet en forklaring, ligesom koblingen mellem kreativitet og moderat øget risiko for både skizofreni og bipolar lidelse (de største psykosesygdomme). En mulig forklaring kan være dopaminsystemet som hos skizofrene delvist ligner raske højkreative personers. Forskere ved Karolinska Institutet tror at mindre information filtreres bort i hjerneområdet thalamus og dermed øger informationsstrømmen som forbedrer formåen til at finde usædvanlige løsninger, eller sygelige associationer. En overordnet sammenhæng mellem psykiske sygdomme og genialitet er også stadig til diskussion men forskning styrker en genetisk kobling mellem psykoser og kreativitet. I en videnskabelig undersøgelse har børn med bipolar lidelse og børn af forældre der er syge opnået højere point på en kreativitetsskala, sammenlignet med raske kontrolgrupper.
Sammenhængen mellem kreativitet og ekstreme stemningslejer blev allerede beskrevet i før-græske myter og senere af Platon og Sokrates. I 300-tallet f.Kr. fokuserede Aristoteles på sammenhængen mellem melankoli, galskab og inspiration. "Hvordan kan det være", spurgte han, "at alle mænd som er enestående indenfor filosofi, poesi eller kunsten er melankolikere?". Under renæssancen blev spørgsmålet atter aktuelt, men da blev der skelnet mellem raske, høj-præsterende melankolikere og personer der pga. sindssygdommen var forhindret i at bruge sine evner. I 1700-tallet ansås i stedet rationalitet at være afgørende for genialitet men de efterfølgende århundreders Romantikere betonede, atter at yderligheder i humør og erfaringer er nødvendige for kunstnerisk inspiration og det kunstneriske udtryk. Nutidens moderate tankesæt blev introduceret i slutningen af 1800-tallet og 1900-tallets begyndelse. Psykologer og psykiatrikere (blandt andet William James og Emil Kraepelin) spekulerede på om visse typer af galskab i kombination med talenter kunne frembringe ekstraordinære, kreative eller fuldendte personer. Udover de mildere, potentielt produktive hypomane og de mere refleksive, filosofiske melankolikere understregede de psykiske sygdommes invaliderende sider, som psykoser og suicidale depressioner. De understregede også at hårdt arbejde, balance og disciplin er afgørende faktorer for kreative præstationer.

## Historie
I 300-400-tallene f.Kr. i antikkens Grækenland blev melankoli betragtet som et symptom på biologiske problemer i kroppen og specielt i hjernen. Den Hippokratiske skole affærdigede overnaturlige og magiske teorier. Man anså att melankoli och mani var forårsaget af for meget sort hhv. gul galde i kroppen. Soranos fra Efesos berettede i 100-tallet e.Kr. at melankoli tidligere blev betragtet som form for mani. Han mente selv at melankoli og mani var to forskellige sygdomme, men at symptomerne og behandlingen var lig hinanden. Aretaeus (200 e.Kr.) var den første som foreslog at mani er endestationen for en melankoli. Tilstanden beskrives også i de følgende århundreder som forskellige sygdomme, sædvanligvis i tilstødende kapitler. Ubalance i kropsvæskerne ansås at være årsagen. Traditionen blev brudt i middelalderen. Psykiske sygdomme udledtes af magi, synd eller djævelsk besættelse. Kliniske observationer uden religiøse overtoner fik først fæste da schweizeren Felix Platter (1536-1614) udgav en systematisk klassifikation af psykiske sygdomme i 1602. Kong Ferdinand 6. af Spanien (1713-1759) fik diagnosen 'melankolsk-manisk-affekt' af "Spaniens Hippokrates" Andrés Piquer (1711-1772). Sygdommen var bare en, men fasernes symptomer kunne i mangfoldighed og grader adskille sig. En mængde klassificeringer fulgte, inspirerede af Carl von Linnés (1707-1778) succeser. Observationer viste at tilstanden optrådte som individuelle anfald, i rækkefølge eller som tilbagevendende cykler.
Franskmanden Jean-Pierre Falret (1794-1870) og Jules Baillarger (1809-1890) gjorde at idéen om at mani og depression var udtryk for en og samme sygdom blev alment accepteret . I 1854 blev de cykliske elementer defineret som regelmæssighed og en vis kontinuitet, samt 'dobbelt vanvid' hvor mani og depression blev betragtet som to faser af samme sygdomsforløb. Det forhold reflekteres i begrebet maniodepressiv lidelse (eller maniodepressivitet) som i slutningen af 1800-tallet blev opfundet af den tyske psykiater Emil Kraepelin (1856-1926). Tilbagevendende depressioner og manier var i hans definition placeret i det samme spektrum fordi tilstandens vigtigste fællesnævner var cykler, ikke polaritet. Kraepelin observerede at der hos patienter med tilbagevendende depressioner eksisterede der ofte også manier i familiens sygdomshistorie. Han var også den første som påpegede at sociale faktorer og psykisk stress kan fremprovokere sygdomsepisoder. Disse træk, sammen med hyppigheden og en relativt gunstig prognose adskilte i følge Kraepelin de to store psykosesygdomme; "maniodepressivt vanvid" og "dementia praecox" (nutildags skizofreni). En anden tysk psykiater, Karl Leonhard (1904-1988) adskilte senere de unipolare depressioner fra Emil Kraepelins videre definition. Distinktionen anvendes den dag i dag, men den kritiseres for at den ligger for stor vægt på polaritet og adskiller bipolare sygdomstyper fra tilbagevendende unipolare depressioner.
Da behandling af maniodepressive lidelser med lithiumsulfat blev introduceret i 1940'erne var virkningen så stor, at psykiatrien en gang for alle slog fast at psykiske sygdomme har biologiske elementer, der påvirkes af kemikalier. Det "lille salt" (som poeten Robert Lowell (1917-1977) kaldte det) viste at psykiske sygdomme ikke var "myter" eller "normale reaktioner på en tosset verden." Lithiumbehandling har reddet hundredtusindevis af patienter og forbedret sygdommens forløb og udgang for atter millioner. Grundstoffet blev opdaget i i Sverige i 1817.

### Uddybende noter og citater
1. ↑   I følge det føderale National Institute of Mental Health en:NIMH i USA kan diagnosen mani stilles "hvis et forhøjet stemningsleje indtræffer sammen med tre eller flere andre symptomer i løbet af det meste af dagen, næsten hver eneste dag eller i en uge eller længere. Hvis humøret er irritabelt skal der optræde yderligere fire symptomer."[9]
2. ↑   "Lystbetonede aktiviteter med sandsynlige ubehagelige konsekvenser (øget libido og potens med ufornuftige seksuelle aktiviteter, store investeringer i tåbelige forretningsprojekter, intensiv shopping, tvivlsomme sociale kontakter osv.)." [11]
3. ↑   Disse kan være uro, bekymringer eller angst; irritabilitet, hidsighed, aggressivitet eller stridslyst; forvirring, søvnløshed, træthed eller udmattelse; tanker om døden eller selvmord; panik, paranoia eller vrangforestillinger om forfølgelse; hurtig tale, talepres, tankemylder, distraktion; rastløshed og vrede.[15]
4. ↑   "I et tidligere studie demonstrerer vi at personer med skizofreni, en anden alvorlig psykisk sygdom, var ubetydeligt mere voldsomme end mennesker i almenhed. Under forudsætning af at intet misbrug forekom. Nu finder vi altså at heller ikke personer med bipolar lidelse uden misbrug er mere voldsomme end personer uden denne forstyrrelse" (professor Niklas Långström). "Blandt personer med bipolar lidelse og misbrug blev 21 procent senere dømt for voldsforbrydelser sammenlignet med 5 procent af dem med bipolar lidelse uden misbrug. I normalbefolkningen blev 3 procent dømt for voldsforbrydelser." [81]
5. ↑   [[Tabte
sygdomsjusterede leveår]] (på engelsk Disability Adjusted Life Years, DALY) er summen af antal år levede med handikap (engelsk: Years Lived with Disability, YLD) og de forventede eller gennemsnitligt tabte leveår (engelsk: Years of Life Lost, YLL).
6. ↑   På den engelske Wikipedia findes der en liste over artister og kunstnere der har bipolar affektiv sindslidelse: en:List of people affected by bipolar disorder
7. ↑   "Ud fra sine fortolkninger af [hans] breve spekulerer Kay Redfield Jamison at Edgar Allan Poe (1809-1849) var maniodepressiv. [I] sin bog [Touched with Fire, 1993] anfører hun at kreativitet [kan] stamme fra manisk tilstand. Fra det syge sindelag stiger en "kosmisk"-tilgang som giver afløb for de kreative kræfter." [91]

### Engelske originalcitater
1. ↑   "7. Excessive involvement in pleasurable activities that have a high potential for painful consequences (e.g., the person engages in unrestrained buying sprees, sexual indiscretions, or foolish business investments)."[12]
2. ↑  Sid 95, "Box 3-3. DSMIV Definition of a Hypomanic Episode ...Criterion B: Normal mood must be accompanied by at least three additional symptoms from a list that includes ...excessive involvement in pleasurable activities that have a high potential for painful consequences. ....Criterion E: In contrast to a manic episode, a hypomanic episode is not severe enough to cause marked impairment in social or occupational functioning ...much hinges on one's definition of the word "marked", which DSM-IV has left deliberately vague, perhaps reflecting the limited literature on the subject. ...clinicians disagree on the limits of marked functional impairment."[8]
3. ↑   "F31, Bipolar affective disorder: Repeated episodes of hypomania or mania only are classified as bipolar. F30, Manic episode: Includes: bipolar disorder, single manic episode." [37]
4. ↑   "The patient has had at least one authenticated hypomanic, manic, depressive, or mixed affective episode in the past, and currently exhibits either a mixture or a rapid alteration of manic and depressive symptoms."[37]
5. ↑   "By reducing both pro-inflammatory AA products, and increasing anti-inflammatory DHA products, lithium exerts a double-protective effect which may explain why it works well in bipolar treatment. The study has appeared in the May 2010 Journal of Lipid Research."[59]
6. ↑   "In a follow-up period of up to 10 years, only 7,5 percent (N=64) of individuals with bipolar II illness switched to type I. However, if one includes dropouts from follow-up in that study, which may reflect the disinclination of more severely ill patients to continue to participate in the biennial interviews, rates of switch from type II to type I approach 15 percent." [43]
7. ↑   "[Although] the cognitive systems underlying language are spared by the disease or are constitutionally endowed at higher capacity, those underlying other components of intelligence, including performance, are not.[74]
8. ↑   "Bipolar patients were also more likely to be single (66 percent) compared to the general population sample (39 percent). They were also more likely to receive a disability pension (48 percent) than the general population sample (11.5 percent)."[80]
9. ↑   "The results show a clear link between neuregulin 1 and creativity: Volunteers with the specific variant of this gene were more likely to have higher scores on the creativity assessment and also greater lifetime creative achievements than volunteers with a different form of the gene."[95]
10. ↑   "[ßUntil] the Middle Ages, mental and physical afflictions were primarily the concern of medical doctors... The period that followed was... a dark age... mental illness was generally attributed to either magic or sin or possession by the devil. By the late Middle Ages, empirical science had attracted interest... however, in the clinical realm now encompassed by psychiatry, scientific interpretations were limited to anatomical, physiological, and pathological studies of the brain."[46]
11. ↑   "It's terrible... to think that all I've suffered, and all the suffering I've caused, might have arisen from the lack of a little salt in my brain." - Robert Lowell.[83]
12. ↑   "The impact of the discovery of lithium has been profound and long-lasting. Not only did it reaffirm psychiatry as a medical speciality in an era when the ideology behind "the myth of mental illness" and "mental illness as a normal response to a crazy world" was in ascendancy... but the fact that lithium's effects were specific to a particular diagnosis reinforced the importance of nosology at a time when many in the mental health field were deriding the very concept of a diagnosis as "labeling." The benefits of lithium established beyond rational dispute that a major mental illness did indeed have a strong biological component with which a chemical treatment was obiously interaccting; this, in turn, initiated what has become a sea of change in the public's perception of the mentally ill and of mental health professionals." [83]

### Trykte kilder
- Akiskal, HS; Benazzi, F (2006), "The DSM-IV and ICD-10 categories of recurrent [major] depressive and bipolar II disorders: evidence that they lie on a dimensional spectrum", J Affect Disord., 92 (1): 45-54, 16488021[enwp 1]
- Angst, J; Selloro, R (2000-09-15), "Historical perspectives and natural history of bipolar disorder", Biological Psychiatry, 48 (6): 445-457, PMID 11018218[enwp 1]
- Benazzi, F (2007), "Is there a continuity between bipolar and depressive disorders?", Psychother Psychosom, 76, 2: 70-76, 17230047[enwp 1]
- Beveridge, A (2001), "A disquieting feeling of strangeness?: the art of the mentally ill", J R Soc Med, 94 (11): 595-599, PMID 11691904, hentet 2010-04-27 (Webside ikke længere tilgængelig)
- Cuellar, Amy K; Johnson, Sheri L; Winters, Ray (2005-05-01), "Distinctions between bipolar and unipolar depression", Clinical Psychology Review, 3, 25: 307-339, PMID 15792852[enwp 1]
- Cullberg, Johan (1992), Skaparkriser:Strindbergs inferno och Dagermans, Stockholm: Natur och Kultur, ISBN 91-27-03227-2, Libris 7228988
- Goodwin, Frederick K; Redfield Jamison, Kay (2007), Manic-Depressive Illness - Bipolar Disorders and Recurrent Depression, 1 Conceptualizing Manic-Depressive Illness: The Bipolar-Unipolar Distinction and the Development of the Manic-Depressive Spectrum, 2 Clinical Description, 3 Diagnosis, 4 Course and outcome, 5 Epidemiology, 8 Suicide, 10 Neuropsychology, 12 Creativity, 13 Genetics, 14 Neurobiology, 16 Sleep and Circadian Rhytms, 17 Fundamentals of Treatment, 18 Medical Treatment of Hypomania, Mania, and Mixed States, 19 Medical Treatment of Depression, 20 Maintenance Medical Treatment (2 udgave), New York: Oxford University Press, ISBN 978-0-19-513579-4, Libris 10875086
- Kessler, RC; McGonagle, KA m.fl. (1994), "Lifetime and 12-month prevalence of DSM-III-R psychiatric disorders in the United States", Archives of General Psychiatry, 51 (1): 8-19, PMID 8279933[enwp 1]
- Macritchie, K; Geddes, JR; Scott, J; Haslam, D; de Lima, M; Goodwin, G (2002), "Valproate for acute mood episodes in bipolar disorder", The Cochrane Database of Systematic Reviews, John Wiley and Sons (2), ISSN 1464-780X[enwp 1]
- Mathers, Colin D; Ezzati, Majid; Jamison, Dean T; Myrray, Christopher J L (2006), "3" (PDF),  i Lopez, Alan D (red.), Global Burden of Disease and Risk Factors (pdf), Disease Control Priorities Project, Oxford University Press and The World Bank, s. 70, ISBN 0-8213-6262-3, arkiveret fra originalen (PDF) 16. august 2010, hentet 2010-05-18
- Mansell, W; Pedley, R (2008), "The ascent into mania: A review of psychological processes associated with the development of manic symptoms", Clinical Psychology Review, 3, 28: 494-520, 17825463[enwp 1]
- de Manzano, Ö; Cervenka, S; Karabanov, A; Farde, L; Ullén, F (2010-05-17), "Thinking Outpagese a Less Intact Box: Thalamic Dopamine D2 Receptor Densities Are Negatively Related to Psychometric Creativity in Healthy Individuals", PLoS ONE, 5, 5, doi:10.1371/journal.pone.0010670, e10670, hentet 2010-05-19
- Poolsup, N; Li Wan Po, A; de Oliveira, IR (2000), "Systematic overview of lithium treatment in acute mania", J Clin Pharm Ther, 25: 139-156, 10849192[enwp 1]
- Redfield Jamison, Kay (1993), Touched with fire: manic-depressive illness and the artistic temperament, New York: Free Press Paperbacks (udgivet 1994), ISBN 0-684-83183-X
- Rihmer (2006), "Creativity and mental illness", Psychiatr Hung, 21(4):: 288-94, 17170470{{citation}}:  CS1-vedligeholdelse: Ekstra tegnsætning (link)[enwp 1]
- Santosa (2006), "Enhanced creativity in bipolar disorder patients: A controlled study", J Affect Disord., 23, 17126406[enwp 1]

1. 1 2 3 4 5 6 7 8 9 10   Refereret i engelsk Wikipedia

### Webkilder
- Bojs, Karin (2011-06-19), "Samma gener bakom psykos och kreativitet", DN.se, Bonnier AB, hentet 2011-06-20
- Chavis, Selena (2010-09-25), "Bipolar Linked to Lower Socioeconomic Status", Psychcentral.com, Psych Central, arkiveret fra originalen 19. maj 2014, hentet 2010-09-28
- Fazel, Seena; Goodwin, Guy M; Grann, Martin; Lichtenstein, Paul; Långström, Niklas (2010-09-07), "Bipolär sjukdom ökar inte risken för våldsbrott (pressmeddelande), Bipolar disorder and violent crime: new evidence from population-based longitudinal studies and systematic review", Archives of General Psychiatry, online 6 september 2010, Karolinska Institutet, arkiveret fra originalen 5. november 2012, hentet 2010-11-23
- Grohol, John M (2007-06-05), "Top 10 Signs of Bipolar Disorder (Manic Depression)", Psychcentral, arkiveret fra originalen 17. juni 2013, hentet 2010-06-17
- Hughes, Dominic (2011-05-18), "Mentally ill have reduced life expectancy, study finds", BBC News, London: BBC, hentet 2011-07-09
- Jamieson, Alastair (2009-07-02), "Schizophrenia and manic depression: new link that could help millions", The Daily Telegraph, Telegraph Media Group, hentet 2010-09-27
- Kempton, MJ; Geddes, JR; Ettinger, U (2008), "Meta-analysis, Database, and Meta-regression of 98 Structural Imaging Studies in Bipolar Disorder", Archives of General Psychiatry, s. 65:1017-1032, hentet 2010-09-20
- Korn, Martin L (2002-09-20), "Across the Bipolar Spectrum: From Practice to Research", MedscapeCME, hentet 2010-08-10
- Laino, Charlene (2011-06-01), "Bipolar Disorder Misdiagnosed as Depression", WebMD Health News, USA: WebMD, hentet 2011-07-09
- Landén, Mikael; Ellert, Camilla (2007-05-01), "Affektiv sjukdom drabbar kvinnor och män olika", Läkartidningen, 1, Läkarförbundet, arkiveret fra originalen 27. august 2010, hentet 2010-09-30
- Lichtenstein, Paul (2009-01-16), "Gemensamma orsaker bakom schizofreni och bipolär sjukdom (pressmeddelande)", The Lancet: Common genetic determinants of schizophrenia and bipolar disorder in Swedish families: a population-based study, Karonlinska Institutet, Institutionen för medicinsk epidemiologi och biostatistik, hentet 2010-04-07 (Webside ikke længere tilgængelig)
- Lundberg, Johan (2007-12-18), "Litiumbehandling vid bipolär sjukdom stimulerar hippocampustillväxt", Läkartidningen, Sveriges Läkarförbund, arkiveret fra originalen 18. december 2011, hentet 2010-05-07
- McGrath, Jane (2010), "Top 5 Mad Geniuses", Discovery Health Mental Disorders, Discovery Communications, arkiveret fra originalen 25. september 2010, hentet 2010-10-03
- Mitchell, Steve (2008-02-25), "Blood test could reveal bipolar disorder", MSNBC, hentet 2010-04-25
- Odelfors, Hanna (2010-04-13), "Vissa antiepileptiska medel ökade risk för självmord", Dagens Medicin, hentet 2010-05-08
- Persson, Torgny (2010), "Bipolär Affektiv Sjukdom", Internetmedicin, arkiveret fra originalen 4. november 2013, hentet 2010-04-08
- Prentice, Claire (2010-04-13), "Rethinking mental disorders", The Independent, hentet 2010-05-01
- Read, Kimberly (2010-04-14), "What Causes Bipolar Disorder?", About.com, arkiveret fra originalen 13. april 2014, hentet 2010-05-09
- Shorter, Edward (2010-02-27), "Why Psychiatry Needs Therapy - A manual's draft reflects how diagnoses have grown foggier, drugs more ineffective.", Wall Street Journal, Dow Jones & Company, hentet 2010-05-05
- Steenhuysen, Julie (2011-03-07), "Bipolar disorder vastly undertreated: study", Reuters, Chicago, arkiveret fra originalen 19. maj 2014, hentet 2011-07-09
- Streeter, Selene (2010), "Is Omega 3 Helpful With Bipolar Disorder?", eHow, eHow, Inc, hentet 2010-05-06
- Söderström, Per (2009-11-25), "Grenarna på terapiträdet", Svenska Dagbladet, Schibsted, Svenska Dagbladet, hentet 2010-09-22
- Ullén, Fredrik (2010-05-18), "Samband mellan psykisk ohälsa och kreativitet", Pressmeddelande, Karolinska Institutet, Institutionen för kvinnor och barns hälsa, hentet 2010-05-19 (Webside ikke længere tilgængelig)
- Videbech, P (1997), "MRI findings in patients with affective disorder: a meta-analysis", 'Acta Psychiatrica Scandinavica, s. 96:157–168, hentet 2010-09-20{{citation}}:  CS1-vedligeholdelse: url-status (link)

- "Bipolar Affctive Disorder", ICD-10 Mood (affective) disorders Chapter V, WHO, 2007, hentet 2010-04-26
- "Bipolar Disorder", Health Topics, NIMH, 2010, hentet 2010-04-13{{citation}}:  CS1-vedligeholdelse: url-status (link)
- "Bipolar disorder 'shrinks brain'", BBC News, BBC, 2007-07-20, hentet 2010-05-07
- "Bipolar Disorder: Signs and symptoms", Health Information, Mayo Clinic, 2010, hentet 2010-04-13
- "Bipolar Disorder Not Otherwise Specified, DSM-IV", APA DSM-5 Development, American Psychiatric Association, 2010, hentet 2010-09-23
- "Bipolär sjukdom" (PDF), Stockholms läns sjukvårdsområde, 2010, arkiveret fra originalen (PDF) 18. december 2011, hentet 2010-05-16
- "Bipolär sjukdom", Försäkringsmedicinskt beslutsstöd, Socialstyrelsen, 2010, arkiveret fra originalen 18. august 2010, hentet 2010-04-07
- "Bipolär sjukdom", Rapporter – Att förebygga återfall i bipolär sjukdom, SBU – Statens beredning för medicinsk utvärdering, 2009-02-12, arkiveret fra originalen 21. april 2010, hentet 2010-05-01
- "Bipolär sjukdom, Manodepressiv sjukdom", Praktisk Medicin, Three Doctors AB, 2012-10-15, hentet 2013-01-05{{citation}}:  CS1-vedligeholdelse: url-status (link)
- "Children Of Bipolar Parents Score Higher On Creativity Test, Stanford Study Finds", ScienceDaily, Association for Psychological Science, 2005-11-09, hentet 2010-04-28
- "Cyklotymi - Cyklotymiskt temperament", Praktisk Medicin, Three Doctors, 2012-10-15, hentet 2013-01-05{{citation}}:  CS1-vedligeholdelse: url-status (link)
- "Depression, Status", Fass Läkarbok, Psykiska sjukdomar och symtom, Läkemedelsindustriföreningen, 2010, hentet 2010-04-07
- "Depressive Episode", ICD-10 Mood (affective) disorders, WHO, 2007, hentet 2010-04-26
- "DSM-IV", Behavenet.com, 2002, hentet 2010-05-01
- "DSM-V Proposed Revisions", DSMV.org, 2010, hentet 2010-09-15
- "Half the patients with bipolar disorder suffer work, social or family disabilities", Physorg.com, 2011-04-05, hentet 2011-07-09
- "How lithium helps treat bipolar disorders", DNA India, ANI, 2010-05-22, hentet 2010-05-22
- "Hypomani", Praktisk Medicin, Three Doctors AB, 2012-10-15, hentet 2013-01-05{{citation}}:  CS1-vedligeholdelse: url-status (link)
- "Hypomanic Episode, DSM-IV", APA DSM-5 Development, American Psychiatric Association, 2010, hentet 2010-09-23
- "Manic Episode", ICD-10 Mood (affective) disorders, WHO, 2007, hentet 2010-04-22
- "Long Term Management of Bipolar Disorder", MedscapeCME, 2010, hentet 2010-05-08
- "Mad Genius: Study Suggests Link Between Psychosis And Creativity", ScienceDaily, Association for Psychological Science, 2009-09-29, hentet 2010-04-28
- "Manodepressiv sjukdom - bipolär sjukdom", Fass Läkarbok, Läkemedelsindustriföreningen, 2011-01-26, arkiveret fra originalen 18. april 2013, hentet 2013-01-05
- Mortality and Burden of Disease estimates for WHO member states in 2002 -xls, WHO, 2009-11-07, hentet 2010-05-17
- "Same Genes Suspected in Both Depression and Bipolar Illness", NIMH Science News, National Institute of Mental Health, 2010-01-28, arkiveret fra originalen 28. maj 2010, hentet 2010-05-07
- "Stephen Fry urges help for bipolar gene study", BBC News, BBC, 2010, hentet 2010-09-30
- Studieinformation STANLEY: en studie av genetiska och miljömässiga orsaker till bipolärt syndrom, Karolinska Institutet, Institutionen för medicinsk epidemiologi och biostatistik, 2009-12-06, hentet 2010-04-07 (Webside ikke længere tilgængelig)
- "Study Ranks Mental Health as Young People's Top Health Problem", HealthDay, USA: U.S. News, 2011-06-07, hentet 2011-07-09
- The global burden of disease: 2004 update Part 2 Causes of death -pdf (PDF), WHO, 2004, s. 11, hentet 2010-05-18
- The World Health Report, WHO, 2003, hentet 2010-05-18
- "Vad är bipolär sjukdom (manodepression)?", STANLEY: en studie av genetiska och miljömässiga orsaker till bipolärt syndrom, Karolinska Institutet, Institutionen för medicinsk epidemiologi och biostatistik, 2009-12-06, hentet 2010-04-07 (Webside ikke længere tilgængelig)
- "Viktigt med tidig diagnos av bipolär sjukdom", SLL Janusinfo, Stockholms läns landsting, 2010-04-09, arkiveret fra originalen 18. december 2011, hentet 2010-05-12
- "What Causes Bipolar Disorder", Education Center, Articles, The International Society for Bipolar Disorders, 2010, arkiveret fra originalen 17. april 2010, hentet 2010-05-16